# スキー毛糸
スキー毛糸（スキーけいと、英: Ski Yarn）は、日本の手編み毛糸のブランド名。

## 概要
1926年に藤井彦四郎商店（現・藤井株式会社）が製造、販売を開始した。スキー毛糸はヒット商品となり設立者である藤井彦四郎は一代で成功を成し遂げることになった。
1953年、スキー毛糸の商標使用契約を藤井と倉敷紡績とで締結。倉敷紡績が開発した技術により、繊維のふくらみを増した上で軽量化に成功した。「ウールセーターは重い」という常識を覆し、手編みブームの後押しもあり、スキー毛糸は人気を博した。
2000年9月に藤井が経営破綻。2001年にはスキー毛糸の営業権は元廣に譲渡された。